# Ligne R12
La ligne R12 (anciennement Ca4b) est un ancien service ferroviaire régional reliant L'Hospitalet de Llobregat à Lérida Pyrénées, via Manresa de Rodalies de Catalunya, de la Généralité de Catalogne, et exploité par Renfe Operadora. Le service circule sur des lignes de chemin de fer à écartement ibérique d'ADIF. Cette ligne a cessé d'existé le 15 décembre 2024 et a été remplacé par la ligne RL4.
Le service passe entièrement par la ligne Barcelone - Manresa - Lérida - Almacelles jusqu'à la gare de Lérida Pyrénées.

## Histoire
L’histoire de la ligne Barcelone - Lérida via Manresa (R12) s’étend sur trois siècles, c’est l’une des premières longues lignes de l’État espagnol. Ses origines remontent au milieu du XIXe siècle, lorsque la nécessité de relier la Catalogne à la vallée de l'Èbre et au Pays basque a été satisfaite par la création du chemin de fer de Barcelone à Saragosse.
La première section de la nouvelle ligne a été inaugurée en 1855 entre Montcada et Sabadell, car l’arrivée à Barcelone se faisait par la ligne de Barcelone à Granollers. Plus tard la ligne se prolongea jusqu'à Terrassa (1856), mais les difficultés orographiques du passage sous Montserrat retardèrent l'arrivée à Manresa à 1859. À partir de ce moment, les travaux avancèrent rapidement et les premiers trains arrivèrent à Lérida en 1860 et à Saragosse en 1861, où ils étaient déjà reliés à la ligne de Pampelune.
La construction de la ligne a favorisé l'industrialisation de l'intérieur de la Catalogne, en particulier des industries textiles du Vallès et de la vallée du Llobregat. En 1862, une liaison directe fut établie entre Montcada et Barcelone, où elle aboutit à la célèbre Gare du Nord (qui fonctionna jusqu'en 1972). Le nouveau chemin de fer a également facilité la construction de succursales à voie étroite, telles que la ligne de Manresa à Berga (1885), le chemin de fer à crémaillère de Monistrol à Montserrat (1892) et le chemin de fer de Mollerussa à Balaguer (1905).
Au cours des premières décennies du XXe siècle, l’augmentation progressive du trafic a conduit la société d’exploitation, les Chemins de fer du nord de l’Espagne, à lancer un vaste programme de modernisation, qui comprenait à la fois l’électrification de la ligne reliant Barcelone à Manresa (1928), la construction d'une branche souterraine jusqu'à la place de Catalogne de Barcelone (1932). Après la guerre civile, la structure fut intégrée à la nouvelle société publique Renfe (1941), qui fut pendant de nombreuses années le principal point de liaison de la Catalogne avec le centre et le nord de la péninsule ibérique. En tout état de cause, le manque persistant d'investissements (le tronçon de Manresa à Lérida n'étant électrifié qu'en 1981) a relégué son rôle au réseau ferroviaire catalan. Ces dernières années, la ligne et les installations ont été modernisées, ce qui en fait une ligne régionale efficace.
Suite à l'inauguration de la ligne à grande vitesse entre Lérida et Barcelone, le nombre de voyageurs sur la ligne est passé de 100 000 en 2012 à 40 000 en 2018[citation nécessaire]. Ce déclin fréquentation ainsi que la faible fréquence des trains entre Lérida et Cervera, a poussé le gouvernement régional à proposer, en 2020, le remplacement de la ligne par deux nouvelles opérées par FGC, la RL3 entre Lérida et Cervera et la RL4 entre Lérida et Manresa.
Le 26 janvier 2024, le département du Territoire catalan a annoncé la mise en service de la ligne RL3 entre Lérida et Cervera, avec 4 nouveaux trajets dans chaque sens à partir du 5 février. Cependant, la mise en œuvre a finalement eu lieu trois jours plus tard que prévu.
Toutefois, la gestion de la ligne n’a pas été transférée à un nouvel opérateur, comme cela était prévu.
En novembre 2024, la création de la ligne RL4 a été annoncé ainsi que l'extension de son parcours de Manresa à Terrassa-Nord.
La nouvelle ligne, également exploitée par Renfe Operadora, a été mise en service le 15 décembre, date à laquelle la ligne R12 a disparu.
Il est prévu que l’opérateur FGC prenne le relais en 2025, avec l’arrivée de nouveaux trains. De plus, une réorganisation du service est prévue, avec des arrêts facultatifs dans les gares les moins fréquentées, afin de réduire le temps de trajet, comme c'est déjà le cas sur la ligne Lérida - La Pobla de Segur.

## Gares
| Gare                                           | Commune                   | Correspondances | Services |              |
| ---------------------------------------------- | ------------------------- | --------------- | --- | ------------ |
| L'Hospitalet de Llobregat                      | L'Hospitalet de Llobregat |                 | Pictograms-nps-bus-shuttle2                                                                                         |              |
| Torrassa                                       | L'Hospitalet de Llobregat |                 | |              |
| Barcelona-Sants                                | Barcelona                 |                 | Aparcamiento (Metro de Madrid) · Elevator (Madrid Metro) · Pictograms-nps-bus-shuttle · Pictograms-nps-bus-shuttle2 |              |
| Plaça de Catalunya                             | Barcelona                 |                 | Elevator (Madrid Metro) · Pictograms-nps-bus-shuttle2                                                               |              |
| Arc de Triomf                                  | Barcelona                 |                 | Elevator (Madrid Metro) · Pictograms-nps-bus-shuttle · Pictograms-nps-bus-shuttle2                                  |              |
| La Sagrera-Meridiana                           | Barcelona                 |                 | Elevator (Madrid Metro) · Pictograms-nps-bus-shuttle2                                                               |              |
| Sant Andreu Arenal                             | Barcelona                 |                 | Pictograms-nps-bus-shuttle · Pictograms-nps-bus-shuttle2                                                            |              |
| Torre Baró - Vallbona                          | Barcelona                 |                 | Elevator (Madrid Metro) · Pictograms-nps-bus-shuttle2                                                               |              |
| Montcada-Bifurcation                           | Montcada i Reixac         |                 | Pictograms-nps-bus-shuttle2                                                                                         |              |
| Montcada i Reixac - Manresa                    | Montcada i Reixac         |                 | Pictograms-nps-bus-shuttle2                                                                                         |              |
| Montcada i Reixac - Santa Maria                | Montcada i Reixac         |                 | Elevator (Madrid Metro) · Pictograms-nps-bus-shuttle2                                                               |              |
| Cerdanyola del Vallès                          | Cerdanyola del Vallès     |                 | Aparcamiento (Metro de Madrid) · Elevator (Madrid Metro) · Pictograms-nps-bus-shuttle · Pictograms-nps-bus-shuttle2 |              |
| Barberà del Vallès                             | Barberà del Vallès        |                 | Aparcamiento (Metro de Madrid) · Elevator (Madrid Metro) · Pictograms-nps-bus-shuttle2                              |              |
| Sabadell Sud                                   | Sabadell                  |                 | Aparcamiento (Metro de Madrid) · Elevator (Madrid Metro) · Pictograms-nps-bus-shuttle2                              |              |
| Sabadell Centre                                | Sabadell                  |                 | Pictograms-nps-bus-shuttle · Pictograms-nps-bus-shuttle2                                                            |              |
| Sabadell Nord                                  | Sabadell                  |                 | Elevator (Madrid Metro) · Pictograms-nps-bus-shuttle2                                                               |              |
| Sabadell Can Llong                             | En projet                 | En projet       | |              |
| Castellarnau                                   | Hors service              | Hors service    | Hors service | Hors service |
| Torrebonica                                    | Hors service              | Hors service    | Hors service | Hors service |
| Terrassa Est                                   | Terrassa                  |                 | Aparcamiento (Metro de Madrid) · Elevator (Madrid Metro) · Pictograms-nps-bus-shuttle2                              |              |
| Terrassa                                       | Terrassa                  |                 | Elevator (Madrid Metro) · Pictograms-nps-bus-shuttle2                                                               |              |
| Terrassa Can Boada                             | En projet                 | En projet       | |              |
| Sant Miquel de Gonteres                        | Viladecavalls             |                 | Aparcamiento (Metro de Madrid) · Pictograms-nps-bus-shuttle2                                                        |              |
| Viladecavalls                                  | Viladecavalls             |                 | Pictograms-nps-bus-shuttle2                                                                                         |              |
| Olesa de Montserrat                            | Hors service              | Hors service    | Hors service | Hors service |
| Vacarisses-Torreblanca                         | Vacarisses                |                 | |              |
| Vacarisses                                     | Vacarisses                |                 | |              |
| Castellbell i el Vilar-Monistrol de Montserrat | Castellbell i el Vilar    |                 | |              |
| Sant Vicenç de Castellet                       | Sant Vicenç de Castellet  |                 | |              |
| Castellgalí                                    | Hors service              | Hors service    | Hors service | Hors service |
| Els Comtals                                    | Hors service              | Hors service    | Hors service | Hors service |
| Manresa                                        | Manresa                   |                 | Aparcamiento (Metro de Madrid) · Pictograms-nps-bus-shuttle2                                                        |              |
| Rajadell                                       | Rajadell                  |                 | Aparcamiento (Metro de Madrid)                                                                                      |              |
| Aguilar de Segarra                             | Aguilar de Segarra        |                 | |              |
| Seguers - Sant Pere Sallavinera                | Sant Pere Sallavinera     |                 | |              |
| Calaf                                          | Calaf                     |                 | Aparcamiento (Metro de Madrid)                                                                                      |              |
| Sant Martí Sesgueioles                         | Sant Martí Sesgueioles    |                 | Aparcamiento (Metro de Madrid)                                                                                      |              |
| Sant Guim de Freixenet                         | Sant Guim de Freixenet    |                 | Aparcamiento (Metro de Madrid)                                                                                      |              |
| Cervera                                        | Cervera                   |                 | Aparcamiento (Metro de Madrid) · Elevator (Madrid Metro) · Pictograms-nps-bus-shuttle                               |              |
| Tàrrega                                        | Tàrrega                   |                 | Aparcamiento (Metro de Madrid) · Pictograms-nps-bus-shuttle2                                                        |              |
| Anglesola                                      | Anglesola                 |                 | Aparcamiento (Metro de Madrid)                                                                                      |              |
| Bellpuig                                       | Bellpuig                  |                 | Aparcamiento (Metro de Madrid)                                                                                      |              |
| Golmés                                         | Golmés                    |                 | Aparcamiento (Metro de Madrid)                                                                                      |              |
| Mollerussa                                     | Mollerussa                |                 | Aparcamiento (Metro de Madrid) · Pictograms-nps-bus-shuttle                                                         |              |
| Bell-lloc d'Urgell                             | Bell-lloc d'Urgell        |                 | Aparcamiento (Metro de Madrid)                                                                                      |              |
| Lérida Pyrénées                                | Lleida                    |                 | Aparcamiento (Metro de Madrid) · Elevator (Madrid Metro) · Pictograms-nps-bus-shuttle · Pictograms-nps-bus-shuttle2 |              |